# Literatura porto-riquenya
Literatura porto-riquenya és la literatura feta a Puerto Rico (o a Nova York per immigrants portoriquenys) en llengua castellana.

## Orígens
Abans de l'arribada dels espanyols, hi vivien els taíno, qui dins la seva divisió social hi havia els bohique (bruixots i mestres), qui es distingien per recitar areytos, una mena de poemes històrics amb tambors de magüey i maraques, i recitar les dances araguaco. Alguns d'ells passaren posteriorment a la cultura popular portoriquenya.
Els primers escrits en espanyol a l'illa daten del 1647: la Descripción de la Isla y Ciudad de Puerto Rico, de Diego Torres Vargas (1590-1649) i la Palestra Literaria de Francisco Ayerra y Santa María (1630-1718). El 1788 Fray Iñigo Abbad y Lasierra (1745-1813) va escriure Historia Geográfica civil y natural de la Isla de Puerto Rico, que serà el màxim exponent de la il·lustració a l'illa.

## Elseglexix
El 1843 s'edità El Aguinaldo Puertoriqueño per Santiago Vidarte (J. A. Rodríguez, 1827-1848), amb nombroses aportacions en vers i prosa, que seran continuades per l'Álbum Puertoriqueño. Les principals aportacions foren els poemes de Bibiana Benítez Oda a la Real Audiencia de Puerto Rico (1832) i La cruz del Morro (1832), i Alejandro Tapia y Rivera (1827-1882) amb El bardo de Guamaní (1849).
Després de la revolució del 1868 el moviment literari agafaria embranzida amb autors com Alejandro Tapia y Rivera (1827-1882) amb La sataníada (1878), Póstumo el transmigrado (1872) i La cuarterona (1867), Manuel Antonio Alonso (1823-1890) amb El gíbaro (1882), Lola Rodríguez de Tió (1843-1924) amb Mis cantares (1876), Eugenio María de Hostos (1839-1903) amb Manual de Geografía Evolutiva (1888), José Gautier Benítez (1846-1880) amb Puerto Rico, Puerto Rico (1880), Francisco González Marín (1863-1897) amb El ruiseñor (1885), Manuel María Sama (1850-1913) amb Bibliografía puertorriqueña (1887), Manuel de Elzaburu (1851-1892) amb Ateneo puertoriqueño (1876), l'etnògraf i folklorista Cayetano Coll y Toste (1850-1913) amb Leyendas de Puerto Rico (1897), Salvador Brau (1852-1913) amb el drama Los horrores del triunfo (1898), José A. Daubon (1837-1922) amb Cosas de Puerto Rico (1890), Federico Asenjo (1831-1893) amb el poema Viaje de circunvalación por la plaza real (1890); Matias González García (1867-1929) amb els drames Carmela, Ernesto i El escándalo (1905), José Gualberto Padilla el Caribe (1829-1896), amb el recull de poemes En el combate, publicats el 1913. Altres autors menys destacats foren els poetes J. M. Monge (1840-1891), J. P. Morales (1828-1882) i M. M. Corchado (1840-1884), així com el dramaturg R. Méndez Quiñones (1847-1889).

## 1900-1950
Amb la colonització nord-americana el 1903 es crea la Universitat de Puerto Rico - Río Piedras i es formen nous autors com Luis Muñoz Rivera (1859-1916), autor de Tropicales (1902), Manuel Zeno Gandía (1855-1930), el més destacat del període, amb els poemes Rosa de mármol (1889), Garduña (1906) i Aquella noche (1910); José de Diego (1867-1918) amb Pomarrosa, Cantos de Rebeldía (1918) i Jovillos (1916); Antonio S. Pedreira (1899-1939) amb Insularismo; Luis Rodríguez Cabrero (1860-1915) amb Mangas y capirotes; Nemesio Canales (1878-1923) amb Mi voluntad ha muerto; Trinidad Padilla de Sanz, amb Hija del Caribe. Altres autors destacats foren el poeta J. De Jesús Esteves (1881-1918), el novel·lista M. González García (1866-19389 i el crític L Bonafoux Aramis (1855-1918).
Durant els anys 20 apareixen diversos estils avantguardistes com el diepalisme (1921), euforisme (1923), noisme (1925), atalayisme (1928), integralisme (1941), trascendentalisme (1948) i ensueñisme (1954). Els principals autors foren José Agustin Balseiro (1900-) amb l'assaig El vigía (1925-1942), les novel·les La ruta eterna (1923) i Saudades de Puerto Rico (1957), i els poemes Música cordial (1923); Virgilio Dávila Cabrera (1869-1943) amb Viviendo y amando (1912); Luis Llorens Torres (1878-1944) amb Sonetos sinfónicos (1914) i Voces de la campana mayor (1935); Carmen Cadilla (1908-) amb Los silencios diáfanos (1931), Ala y ancla (1940) i Zafra amarga (1938); Luis Palés Matos (1898-1959) amb Tuntún de pasa y grifería (1937); Evaristo Ribera Chevremont (1896-1976) amb El templo de alabastros (1919), Tierra y sombra (1930), Color (1938), Verbo (1947), Creación (1951) i Río Volcado (1968).

## 1950-1980
El 1955 Ricardo Alegría promogué la creació de l'Instituto de Cultura de Puerto Rico, per tal de recuperar i promoure la cultura i l'esperit nacionals. Amb ells destaquen escriptors com José Diego Prado, amb Viento de espuma (1945), Francisco Matos Paoli (1915-2000), militant independentista amb Signatario de lágrimas (1931), Cardo Labriego (1937), Habitantes del eco (1944), Luz de los héroes (1954), Canto de locura (1962) i Testigo de la esperanza (1974); Cesáreo Rosa-Nieves amb Siete caminos con luna de sueños (1954); Félix Franco Oppenheimer (1912) fundador de la revista Pegaso, amb El hombre y su angustia (1950) i Del tiempo y su figura (1956); José Luis González (1925) amb En la sombra (1943), El hombre de la calle (1948) i Paisa (1950), sobre els emigrats als EUA; Enrique Laguerre (1906) amb la novel·la de caràcter criollista La ceiba en el tiesto (1956); René Marqués (1919) amb la novel·la indigenista La víspera del hombre (1959); Hugo Margenat amb La lámpara apagada (1954); Emilio Belaval (1903-1972) fundador del grup Areyto, amb els drames La muerte (1953), La vida (1959), l'assaig sobre teatre Areyto (1948) i els Cuentos para fomentar el turismo (1946) i Concha Meléndez (1904-1980) amb les poesies Psiquis doliente (1923), La inquietud sosegada (1946), Signos de Iberoamérica (1936) i l'assaig Entrada en el Perú (1941). Destaquen d'altres com V. López Suria (1926), J. L. Morales (1930), E. Diaz Valcárcel (1929) i J. Saenz Burgos (1943), així com les revistes literàries La Torre i Asonante.
Durant els setanta aparegueren les editorials Cultural i Quease, que donaren a conèixer una nova generació d'escriptors, molt compromesos amb el país, com Pedro J. Soto (1928) amb la novel·la El francotirador (1969); Carmelo Rodríguez Torres amb Cinco cuentos para negros (1976); Olga Nolla (1938) amb De lo familiar (1972), Porqué nos queremos tanto (1989), Dafne en el mes de marzo (1989); Ivan Silén (1944) amb Después del suicidio (1970), La biografía (1984) i Las muñecas de la calle de Cristo (1987); Luis Rafael Sánchez (1936) amb La guaracha del Macho Camacho (1977) i La noche del niño Avilés (1983); Edgardo Rodríguez Juliá, amb El entierro del cortijo (1982), Ana Lydia Vega, amb Encarna nublado (1983), Juan A. Ramos amb Hilando Mortajas (1982), Juan Ramón Meléndez amb els poemes En Borges (1979), Angela María Dávila (1944) amb els poemes La querencia (1983), Rosario Ferré amb Fábulas de la garza desangrada (1982) i Vanessa Droz (1952) amb La cicatriz a medias (1983), M. Arce i J. Benítez (1909).
Posteriorment han destacat Lourdes Vázquez (1943) amb La rosa mecánica (1991), María Arillaga (1940) amb Cascada al sol (1977), Frescura (1989) i Los silencios de María Bibiana Benítez (1985); Edwin Reyes (1944) amb Son cimarrón por Adolfina Villanueva (1987); Magaly Quiñones (1945) amb Razón de lucha, razón de amor (1989), Manuel Ramos Otero (1948), amb El tiempo de la muerte (1985), i Giannina Braschi (1953) amb El imperio de los sueños (1988), Yo-Yo Boing! (1989), i Estados Unidos de Banana (2011).